# Chicão (football, 1962)
Francisco Carlos Martins Vidal dit Chicão (né le 4 septembre 1962 à Rio Brilhante) est un footballeur international brésilien. Il participe aux Jeux olympiques d'été de 1984, remportant la médaille d'argent avec le Brésil.

## Biographie

### En équipe nationale
Il participe aux Jeux olympiques de 1984 organisés à Los Angeles. Lors du tournoi olympique, il joue six matchs. Le Brésil est battu en finale par l'équipe de France.

## Palmarès

### équipe du Brésil
- Jeux olympiques de 1984 :
  -  Médaille d'argent.

### Remo
- Campeonato Paraense (Pará) :
  - Vainqueur : 1994.

## Distinctions personnelles
- Meilleur buteur du championnat du Paraná en 1990 avec 20 buts